# Bränningscinklod
Bränningscinklod (Cinclodes taczanowskii) är en fågel i familjen ugnfåglar inom ordningen tättingar.

## Utbredning och systematik
Fågeln lever vid klippiga kuster i Peru, för södra Áncash till Tacna. Den behandlas som monotypisk, det vill säga att den inte delas in i några underarter.

## Status
IUCN kategoriserar arten som livskraftig.